# Kubok SSSR 1969
La Kubok SSSR 1969 fu la 28ª edizione del trofeo. Vide la vittoria finale della Karpaty, al suo primo e unico titolo; fu anche la prima e unica volta che una squadra di seconda serie (all'epoca nota come Vtoraja Gruppa A) riuscì a vincere il torneo.

## Formula
Dopo tre edizioni si tornò a disputare il torneo seguendo l'anno solare. Al torneo parteciparono le 87 squadre di Vtoraja Gruppa A 1969 e le 20 formazioni della Pervaja Gruppa A 1969.
Erano previsti in tutto otto turni, tutti ad eliminazione diretta con gare di sola andata; la finale, come da tradizione, fu giocata allo Stadio Centrale Lenin in gara secca. Le formazioni di Pervaja Gruppa A entrarono in gioco solo al quarto turno.
In caso di parità al termine dei novanta minuti regolamentari si giocavano i Tempi supplementari; in caso di ulteriore parità non venivano battuti i Tiri di rigore, ma la gara veniva ripetuta sul medesimo campo il giorno dopo.

## Primo turno
Le gare furono disputate tra il 23 marzo e il 25 aprile 1969.
Al turno parteciparono 72 squadre.
| Squadra 1              | Risultato   | Squadra 2               |
| ---------------------- | ----------- | ----------------------- |
| Žalgiris               | 2 – 0       | Moldova Chișinău        |
| Stroitel' Aşgabat      | 1 – 0       | Neftyanik Fergana       |
| Širak Leninakan        | [ 1 ]       | Meshakhte Tkibuli       |
| Shahter Qaraǵandy      | [ 2 ]       | Metallurg Şımkent       |
| Šachtar Kadiïvka       | 0 – 1       | Azovec' Ždanov          |
| Pamir Leninabad        | 2 – 1       | Zarafshan Navoi         |
| Energetik Dušanbe      | 2 – 0       | Nëman                   |
| Dinamo Batumi          | 0 – 1       | Spartak Brest           |
| Alga Frunze            | [ 3 ]       | Lokomotiv Tbilisi       |
| Lokomotiv Cherson      | 0 – 1 (dts) | SKA Kiev                |
| Kryvbas                | 1 – 0       | Metalist                |
| Avtomobilist Zhitomir  | 2 – 0       | SKA Leopoli             |
| Tavrija                | 2 – 0       | Bukovyna Černivci       |
| Sudostroitel' Mykolaïv | 1 – 0       | Stroitel' Poltava       |
| Lokomotyv Vinnycja     | 0 – 2       | Metalurh Zaporižžja     |
| Dynamo Chmel'nyc'kyj   | 3 – 2       | Desna Černihiv          |
| SKA Odessa             | 2 – 0       | Zvezda Kirovohrad       |
| Dnepr                  | 1 – 0       | Avangard Ternopol       |
| Luč Vladivostok        | 1 – 0       | SKA-Chabarovsk          |
| Temp Barnaul           | [ 4 ]       | Kalininets Sverdlovsk   |
| Irtyš Omsk             | 2 – 1       | Lokomotiv Chelyabinsk   |
| Tomles Tomsk           | 2 – 0       | Kuzbass Kemerovo        |
| Rassvet Krasnojarsk    | 2 – 1 (dts) | Aeroflot Irkutsk        |
| Spartak Ordžonikidze   | 2 – 1       | Metallurg Tula          |
| Kuban'                 | 0 – 1 (dts) | Trud Voronež            |
| Dinamo Stavropol'      | 1 – 0 (dts) | Metallurg Lipeck        |
| Avtomobilist Nal'čik   | 0 – 1       | Dinamo Leningrado       |
| Dinamo Machačkala      | 1 – 2       | Rostsel'maš             |
| Zenit Iževsk           | 0 – 2       | Rubin                   |
| Volgar' Astrachan'     | 0 – 1       | Sokol Saratov           |
| Traktor Volgograd      | 1 – 2       | Spartak Joškar-Ola      |
| Volga Ul'janovsk       | 1 – 0       | Metallurg Kuybyshev     |
| Tekstilščik Ivanovo    | 1 – 0 (dts) | Volga Gor'kij           |
| Polad                  | 1 – 1       | Vostok Ust'-Kamenogorsk |
| SKA Čita               | 2 – 1       | Selenga                 |
| Stroitel' Ufa          | 0 – 3       | Zvezda Perm'            |

## Secondo turno
Le partite furono disputate tra il 27 aprile e il 5 maggio 1969.
Alle 36 vincitrici del turno precedente si unirono altre 12 squadre.
| Squadra 1              | Risultato   | Squadra 2               |
| ---------------------- | ----------- | ----------------------- |
| Daugava Rīga           | [ 8 ]       | Dinamo Kirovobad        |
| Žalgiris               | 1 – 0       | Vostok Ust'-Kamenogorsk |
| Politotdel             | 1 – 0       | Pamir Leninabad         |
| Alga Frunze            | 2 – 0       | Energetik Dušanbe       |
| Stroitel' Aşgabat      | 0 – 1       | Spartak Brest           |
| Širak Leninakan        | 0 – 1       | Shahter Qaraǵandy       |
| Dnepr                  | 0 – 1       | Avtomobilist Zhitomir   |
| SKA Odessa             | 1 – 0       | Dynamo Chmel'nyc'kyj    |
| Kryvbas                | 2 – 0       | Khimik Severodonetsk    |
| Sudostroitel' Mykolaïv | 1 – 0       | SKA Kiev                |
| Metalurh Zaporižžja    | 3 – 1       | Tavrija                 |
| Rassvet Krasnojarsk    | 2 – 0       | Tomles Tomsk            |
| Trud Voronež           | 2 – 0       | Spartak Ordžonikidze    |
| Lokomotiv Kaluga       | 3 – 2 (dts) | Terek Groznyj           |
| Dinamo Leningrado      | 1 – 2       | Šinnik                  |
| Torpedo Taganrog       | 4 – 1       | Volga Kalinin           |
| Spartak Belgorod       | 3 – 0       | Dinamo Stavropol'       |
| Luč Vladivostok        | 1 – 0       | SKA Čita                |
| Irtyš Omsk             | 2 – 0       | Temp Barnaul            |
| Rostsel'maš            | 1 – 0       | Mašuk Pjatigorsk        |
| Rubin                  | 2 – 1       | Zvezda Perm'            |
| Spartak Joškar-Ola     | 2 – 1 (dts) | Volga Ul'janovsk        |
| Sokol Saratov          | 2 – 1       | Tekstilščik Ivanovo     |
| Azovec' Ždanov         | 1 – 2       | Karpaty                 |

## Terzo turno
Le partite furono disputate tra il 27 aprile e il 5 maggio 1969.
A questo turno parteciparono le 24 vincitrici del turno precedente.
| Squadra 1              | Risultato   | Squadra 2           |
| ---------------------- | ----------- | ------------------- |
| Shahter Qaraǵandy      | 1 – 0       | Politotdel          |
| Karpaty                | 1 – 0       | SKA Odessa          |
| Sudostroitel' Mykolaïv | 2 – 1 (dts) | Metalurh Zaporižžja |
| Avtomobilist Zhitomir  | 2 – 0       | Kryvbas             |
| Luč Vladivostok        | [ 9 ]       | Rassvet Krasnojarsk |
| Trud Voronež           | 1 – 0       | Rostsel'maš         |
| Šinnik                 | 1 – 0       | Spartak Belgorod    |
| Torpedo Taganrog       | 2 – 1       | Lokomotiv Kaluga    |
| Rubin                  | 3 – 0       | Irtyš Omsk          |
| Žalgiris               | 2 – 0       | Daugava Rīga        |
| Alga Frunze            | 0 – 1       | Spartak Brest       |
| Spartak Joškar-Ola     | 2 – 3 (dts) | Sokol Saratov       |

## Sedicesimi di finale
Le partite furono disputate tra il 21 e 23 maggio 1969.
Alle 12 promosse del turno precedente si unirono le 20 formazioni di Pervaja Gruppa A.
| Squadra 1              | Risultato   | Squadra 2                |
| ---------------------- | ----------- | ------------------------ |
| Sudostroitel' Mykolaïv | 2 – 1 (dts) | T'orp'edo Kutaisi        |
| Shahter Qaraǵandy      | 2 – 1       | Dinamo Minsk             |
| Avtomobilist Zhitomir  | 1 – 0       | Šachtar                  |
| Torpedo Taganrog       | 2 – 0       | Zorja                    |
| Dinamo Mosca           | 2 – 0       | Neftçi Baku              |
| Žalgiris               | 0 – 1       | CSKA Mosca               |
| Spartak Brest          | 1 – 2       | Zenit Leningrado         |
| Sokol Saratov          | 5 – 0       | Qairat                   |
| Šinnik                 | 1 – 3       | SKA Rostov               |
| Rubin                  | 3 – 1       | Kryl'ja Sovetov Kujbyšev |
| Paxtakor               | 0 – 3       | Torpedo Mosca            |
| Luč Vladivostok        | 1 – 0       | Uralmaš                  |
| Lokomotiv Mosca        | 2 – 3       | Dinamo Kiev              |
| Čornomorec'            | 3 – 2       | Dinamo Tbilisi           |
| Karpaty                | 2 – 1 (dts) | Ararat                   |
| Trud Voronež           | 1 – 0       | Spartak Mosca            |

## Ottavi di finale
Le partite furono disputate tra l'11 e il 15 giugno 1969.
| Squadra 1        | Risultato   | Squadra 2              |
| ---------------- | ----------- | ---------------------- |
| SKA Rostov       | 3 – 0       | Torpedo Taganrog       |
| Zenit Leningrado | 0 – 1       | Torpedo Mosca          |
| Dinamo Kiev      | 5 – 1       | Shahter Qaraǵandy      |
| Dinamo Mosca     | 2 – 0       | Luč Vladivostok        |
| Rubin            | 0 – 2 (dts) | Sudostroitel' Mykolaïv |
| Karpaty          | 2 – 0       | Čornomorec'            |
| Sokol Saratov    | 1 – 2       | Trud Voronež           |
| CSKA Mosca       | 1 – 0       | Avtomobilist Zhitomir  |

## Quarti di finale
Le gare furono disputate tra il 14 e il 17 luglio 1969
| Squadra 1     | Risultato   | Squadra 2              |
| ------------- | ----------- | ---------------------- |
| Trud Voronež  | 0 – 1       | Karpaty                |
| Torpedo Mosca | 1 – 2       | Sudostroitel' Mykolaïv |
| SKA Rostov    | 1 – 0       | Dinamo Mosca           |
| CSKA Mosca    | 1 – 0 (dts) | Dinamo Kiev            |

## Semifinali
Le gare furono disputate il 19 e il 29 luglio 1969.
| Squadra 1  | Risultato | Squadra 2              |
| ---------- | --------- | ---------------------- |
| Karpaty    | 2 – 0     | Sudostroitel' Mykolaïv |
| SKA Rostov | 1 – 0     | CSKA Mosca             |

## Finale
| Mosca 16 luglio 1969, ore ?:?                                            | Karpaty   | 2 – 1 referto | SKA Rostov | Stadio Centrale Lenin (57000 spett.) |
| \| \| \| \| \| Lichačëv 62’ Bulgakov 66’ \| Marcatori \| 20’ Zinčenko \| |           |               |            |                                      |
|                                                                          |           |               |            |                                      |
| Lichačëv 62’ Bulgakov 66’                                                | Marcatori | 20’ Zinčenko  |            |                                      |